# Francés de Corteta

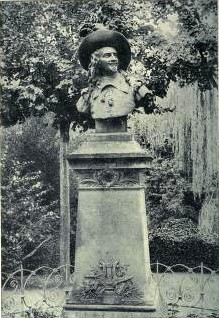
Busto erigido por la asociación Félibrige, destruido durante la Segunda Guerra Mundial.

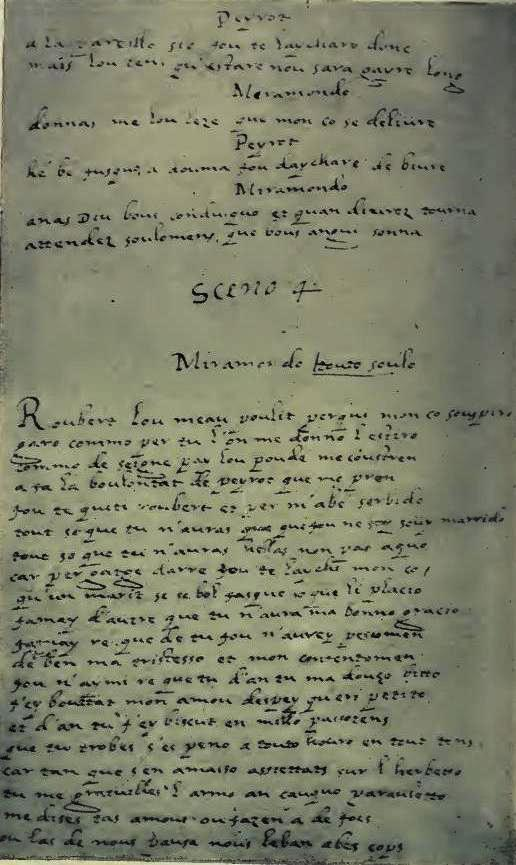
Manuscrito de Corteta

Francés de Corteta o Corteta de Prades (en francés François de Cortète o Cortète de Prades ; Agen, 1586-Hautefage, 3 de septiembre de 1667) fue un escritor dramático barroco y un poeta de lengua occitana del siglo XVII. Es el autor de un largo poema titulado Las lermas del gravèr y de tres comedias: Ramonet, Miramonda y Sancho Panza, al palais dels Ducs, esta última estrechamente inspirada en el episodio autorreferencial de los duque en el segundo tomo de Don Quijote de Cervantes en el cual los duques (que ya han leído el primer tomo) reciben a los dos protagonistas de la novela para burlase de ellos.

## Vida
Corteta nació en una familia aristocrática; su padre era gobernador de Castelculier. Estudió en el Colegio de Agen y fue paje de François d'Esparbes de Lussan, vizconde de Aubeterre, antes de servir en la huestes de Adrien de Monluc. En 1608 se casó con Jeanne de Caumont y en 1615 se retiró definitivamente a la región de Agen, donde escribió sus manuscritos. Uno de sus hijos las publicaría después de su muerte.

## Obras dramáticas
Tres obras de teatro han llegado hasta nosotros :
- Ramonet que trata el tema del miles gloriosus gascón, un arquetipo occitano que, además de jactarse de haber combatido con valentía, intenta impresionar con su maestría del idioma francés a pesar de que quede claro y obvio por su acento y sus errores gramaticales que su idioma materno es el occitano.
- Miramonda, una obra pastoral.
- Sancho Panza, una comedia barroca de máquinas (ya que trata el episodio de la burla del caballo Clavileño sobre el cual los duques hace subir a Don Quijote y a Sancho Panza haciéndoles creer que puede volar) de 2035 versos (casi todos alejandrinos) basada bastante fielmente en el segundo tomo de la novela de Cervantes.